# Julio Iglesias
Julio Iglesias,  född 23 september 1943 i Madrid, Spanien, är Spaniens mest säljande sångare (fler än 300 miljoner album på 14 språk) genom historien och även en av världens bäst säljande artister. Han har även fått utmärkelsen mest populäre utländske artist i Kina, och har vunnit bland annat flera priser som Grammy Award, Latin Grammy, Billboard 1984 och Lo Nuestro Award. Han är ofta karakteriserad som crooner. Iglesias är son till den spanske gynekologen Julio Iglesias, Sr. samt far till Chábeli Iglesias, Enrique Iglesias och Julio Iglesias Jr. i sitt första äktenskap och har fem barn i sitt nuvarande äktenskap.  
Han har spelat som målvakt i fotbollsklubben Real Madrid Castilla på professionell nivå. Under den tiden studerade han även juridik. Efter en skada gick hans drömmar om en karriär som fotbollsspelare i kras. Istället började han skriva låtar.
Iglesias tävlade för Spanien med låten Gwendolyne i Eurovision Song Contest 1970 och slutade på fjärde plats. 
I samarbete med Latin Grammy ger Julio Iglesias ett årligt stipendium på 200 000 dollar till artister som sjunger på spanska.  
Julio Iglesias bor mestadels i Miami i Florida i USA.
I februari 1981 blev Iglesias far kidnappad på en gata i Madrid av den baskiska separatiströrelsen ETA. Fadern befriades i den lilla byn Trasmoz, Spanien genom en blixtaktion från polisen. Lösesumman som ETA begärde rörde sig om ca två miljoner dollar men behövde alltså inte betalas.
2020 sålde han sitt hem på ön Indian Creek utanför Miami till Donald Trumps dotter Ivanka Trump och hennes make Jared Kushner.